# Équitation aux Jeux olympiques de 1900

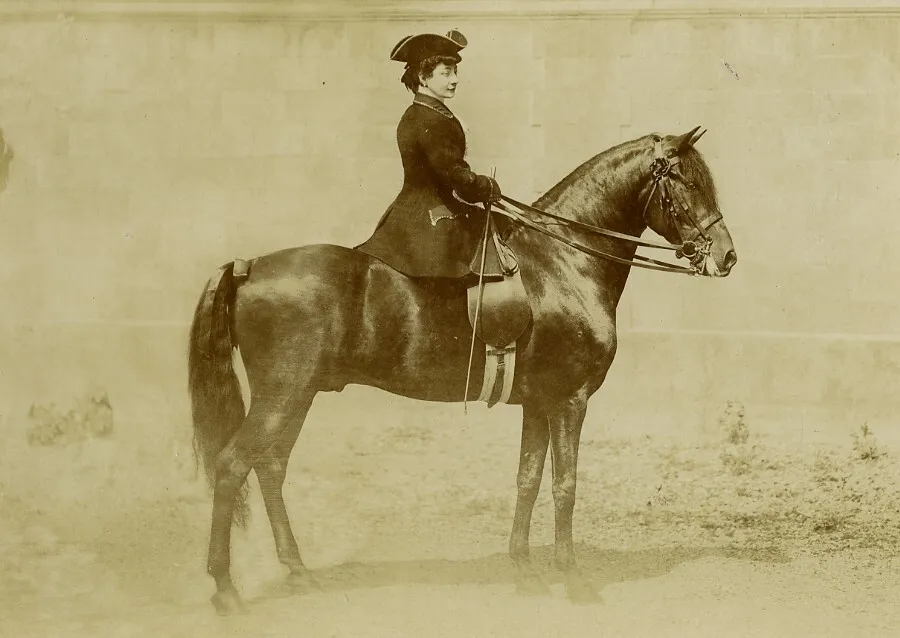
Elvira Guerra, première participante italienne, ancienne Photo Delton 1875

Navigation
Stockholm 1912
L'équitation fait son apparition pour la première fois lors des Jeux olympiques de 1900. Les épreuves se déroulant dans le cadre de l'Exposition universelle de 1900, cinq épreuves sportives et de présentation sont prévues au programme. Seules les trois épreuves sportives composées du saut d’obstacles, du saut en hauteur et du saut en longueur sont reconnues officiellement par le Comité international olympique. Huit nations participent aux épreuves équestres mais seulement cinq prennent part aux épreuves sportives.
L’organisation de la manifestation est confiée par l’Exposition à la Société hippique française qui désigne un comité en mai 1899 pour mener à bien le projet. Un terrain situé place de Breteuil est choisi comme site pour les trois jours de concours ayant lieu les journées du 29 mai, 31 mai et 2 juin 1900. La compétition est placée sous la présidence d’un jury international.
Si les épreuves sportives mettent en avant les qualités des officiers et de leur monture, les épreuves de présentation sont l’occasion pour les propriétaires et hommes du monde de montrer la brillance de leurs équipages et de leurs chevaux.
Le bilan du concours s’avère globalement positif. Un manque de visiteurs est déploré mais celui-ci s’explique par le positionnement du site, assez éloigné des bords de Seine où ont lieu le gros des manifestations. La gestion financière de l’événement par la Société hippique française est cependant saluée avec un résultat très satisfaisant.

## Contexte
Le cheval fait son apparition aux jeux de 1900 avec une compétition de polo, considéré par le CIO comme séparé des autres sports équestres, et le concours hippique. Les Jeux de 1900 se déroulent dans le cadre des Concours Internationaux d'Exercices physiques et de Sports associés à l'Exposition universelle de 1900. La présence d'activités équestres lors de ces jeux est légitime par l'importante place que tient le cheval à l'époque. Les courses de chevaux sont une institution, les attelages sont encore omniprésents et la cavalerie est le prestige des militaires. L'équitation est à la fois une discipline populaire et de tradition, héritage d'un passé révolu qui trouve dans le sport une reconversion.

## Organisation

### Comité d'organisation

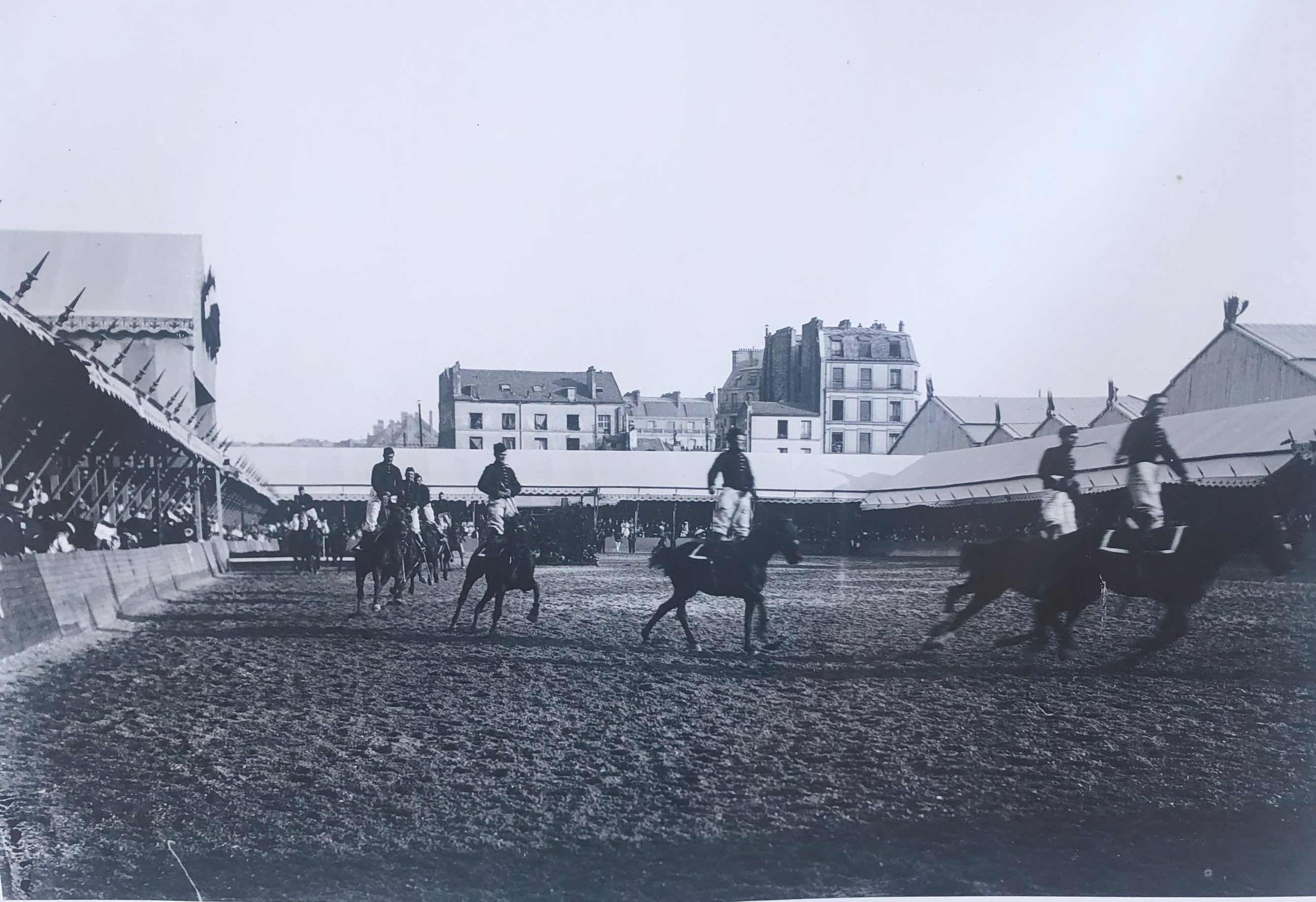
Carroussel militaire lors des jeux-olympiques de 1900

C'est le comité de la Société hippique française qui est chargé d'organiser l'ensemble des épreuves équestres dans le cadre de l'Exposition. Les travaux d'étude à ce rassemblement débute en mai 1899 où après l'élection des membres du comité, la question du programme des festivités est rapidement abordée. Les premières propositions sont très ambitieuses : une compétition de polo international, un carrousel militaire, une fantasia arabe, une épreuve de cochers et un concours hippique sont tout d'abord évoqués,. Au mois de décembre 1899, la tenue de plusieurs disciplines précédemment évoquées est avortée. Le comité se concentre alors sur le polo et le concours hippique. Le concours se présente finalement sous la forme de cinq épreuves : une épreuve de saut d'obstacles, une épreuve de saut en largeur, une épreuve de saut en hauteur, un concours de cheval de selle et un concours d'attelage à quatre,. La proposition de programme est soumise le 6 décembre 1900 à l'approbation du Commissariat général de l'Exposition pour la somme de 60 000 francs de dotation. L’Exposition s’engage à financer le concours à hauteur de 50 000 francs au titre de subvention et de 30 000 francs de garantie. Cet important soutien place les sports équestres dans les disciplines les mieux financées. Au 19 octobre 1899, le budget prévisionnel du concours hippique est de 162 350 francs.

### Site des compétitions

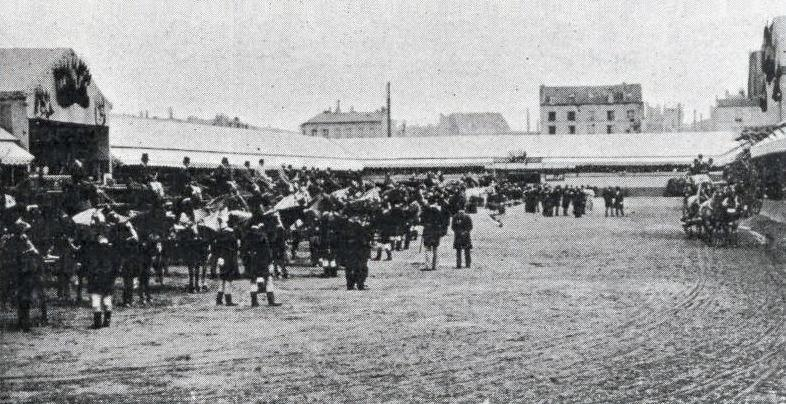
Les tribunes et la piste installées place de Breteuil.

La question du site des épreuves équestres est évoquée dès mai 1899 lors des différentes réunions du comité d'organisation. Le site de l'hippodrome de Vincennes est rapidement écarté par le comité car ne correspondant pas aux critères de fête attendue et de public recherché pour la manifestation qu'il souhaite mettre en place. Une demande est portée pour obtenir l'autorisation d'utiliser la cour de l'École de guerre et une partie de la cour de Fontenoy, mais celle-ci est rejetée par les autorités militaires. La pelouse de Bagatelle est également évoquée mais le site est jugé trop éloigné, ce qui occasionnerait une logistique supplémentaire et une baisse des recettes.
Le choix se porte finalement sur un terrain situé place de Breteuil, dont les dimensions correspondent aux conditions du projet.

### Calendrier
Les épreuves équestres se sont déroulées sur les trois journées du 29 mai au 2 juin, mais avec seulement trois journées de concours les 29 mai, 31 mai et 2 juin 1900.
| Épreuves d’obstacles           |
| Prix international de selle    |
| Championnat du saut en largeur |
| Attelages à 4 chevaux          |
| Championnat du saut en hauteur |

|  | Jour de compétition |

## Participation
Ce sont huit nations qui se sont affrontées lors des épreuves équestres au cours de cette manifestation. Dans son rapport officiel sur le bilan des concours internationaux, Daniel Mérillon regrette le nombre peu élevé de pays participant aux épreuves équestres, affirmant que des primes plus élevées et des indemnités de déplacement calculées en fonction des kilomètres parcourus auraient peut-être permis d'attirer des pays plus éloignés géographiquement. Il constate néanmoins que la répartition entre chevaux français et étrangers a été satisfaisante permettant d’affirmer le caractère international de la compétition.
| Engagement aux épreuves équestres | Engagement aux épreuves équestres | Engagement aux épreuves équestres | Engagement aux épreuves équestres | Engagement aux épreuves équestres | Engagement aux épreuves équestres | Engagement aux épreuves équestres | Engagement aux épreuves équestres | Engagement aux épreuves équestres | Engagement aux épreuves équestres | Engagement aux épreuves équestres | Engagement aux épreuves équestres |
| Désignation des épreuves          | Désignation des épreuves          | Désignation des épreuves          | Allemagne                         | Amérique                          | Autriche                          | Belgique                          | Espagne                           | Italie                            | Russie                            | France                            | TOTAL                             |
| --------------------------------- | --------------------------------- | --------------------------------- | --------------------------------- | --------------------------------- | --------------------------------- | --------------------------------- | --------------------------------- | --------------------------------- | --------------------------------- | --------------------------------- | --------------------------------- |
| Épreuves sportives                |                                   |                                   |                                   |                                   |                                   |                                   |                                   |                                   |                                   |                                   |                                   |
| Épreuves d’obstacles              | Épreuves d’obstacles              | Épreuves d’obstacles              |                                   | 1                                 |                                   | 11                                |                                   | 5                                 | 1                                 | 27                                | 45                                |
| Championnat du saut en largeur    | Championnat du saut en largeur    | Championnat du saut en largeur    |                                   | 1                                 |                                   | 3                                 |                                   | 2                                 | 2                                 | 9                                 | 17                                |
| Championnat du saut en hauteur    | Championnat du saut en hauteur    | Championnat du saut en hauteur    |                                   | 1                                 |                                   | 4                                 |                                   | 5                                 | 1                                 | 7                                 | 18                                |
| Épreuves non reconnues par le CIO |                                   |                                   |                                   |                                   |                                   |                                   |                                   |                                   |                                   |                                   |                                   |
| Prix international de selle       | Prix international de selle       | Prix international de selle       |                                   | 1                                 |                                   | 2                                 |                                   | 3                                 |                                   | 45                                | 51                                |
| Attelages à 4 chevaux             | Attelages à 4 chevaux             | Attelages à 4 chevaux             | 1                                 | 1                                 | 1                                 | 9                                 | 1                                 |                                   | 2                                 | 16                                | 31                                |

## Compétition
Le programme se partage entre épreuves sportives, reconnues par le Comité international olympique, et concours de modèles et allures. La compétition est placée sous la présidence d’un jury international.

### Épreuves sportives

#### Saut d'obstacles
L’épreuve de sauts d’obstacles se déroule sur un parcours de 850 m composé de 22 obstacles. Les difficultés rencontrées sont un double, un triple, un mur, des barrières et une « banquette irlandaise » inédite en compétition,. Les obstacles mesurent entre 1,10 m et 1,20 m de hauteur. La rivière a une largeur d’environ 4 m.
L’engagement est de 40 francs par cheval. Le premier prix remporte la somme de 6 000 francs, le second 3 000 francs et le troisième 1 000 francs.
Les gagnants du concours, tous sans faute, ont été départagés au chronomètre. L’épreuve est ainsi remportée par Aimé Haegeman, officier de lanciers belge et également instructeur à l’Ecole de cavalerie d’Ypres. Avec Benton II, cheval bai de 10 ans d’origine irlandaise, il réalise son parcours en 2 min 16 s. La seconde place est également pour la Belgique. Georges van der Poele et son cheval Windsor Squire, un cheval anglais alezan âgé de 9 ans, termine son parcours en 2 min 17 s 3/5. La troisième place est remportée par un Français, Louis de Champsavin, lieutenant instructeur de cavalerie à l’École de Saint-Cyr, et son cheval Terpsichore, une jument baie de 6 ans. Ils réalisent leur parcours en 2 min 26 s. Le sport universel illustré loue le style et la qualité technique du cavalier français dont la monte est jugée supérieure à celle de ses concurrents, même si ces derniers ne déméritent pas.
| Médaille           | Nom                   | Pays     | Cheval         |
| ------------------ | --------------------- | -------- | -------------- |
| Médaille d'or      | Aimé Haegeman         | Belgique | Benton II      |
| Médaille d'argent  | Georges van der Poele | Belgique | Windsor Squire |
| Médaille de bronze | Louis de Champsavin   | France   | Terpsichore    |

#### Saut en hauteur

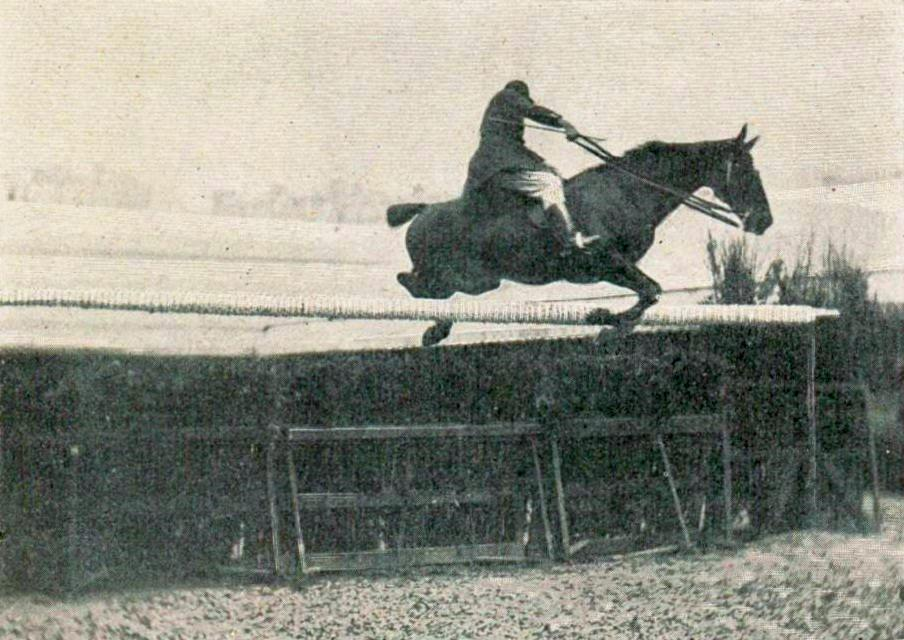
Dominique Gardères franchissant 1.85 m lors de l’épreuve de saut en hauteur.

Le saut en hauteur, activité familière à l’époque, clôt les épreuves sportives. C’est l’unique fois dans l’histoire des jeux où des épreuves de saut en largeur et de saut en hauteur ont lieu,.
L’engagement est de 40 francs par cheval. La dotation est composée d’un objet d’art ou d’une somme correspondante : 4 000 francs pour le premier prix, 1 000 francs pour le deuxième prix et 500 francs pour le troisième et le quatrième prix.
Malgré un terrain lourd et glissant, conséquence des fortes pluies qui se sont abattues en première partie de journée, l’épreuve s’est parfaitement déroulée et a offert le spectacle attendu. La compétition s’est avérée très serrée puisque deux concurrents sont parvenus à franchir la barre de 1,85 m, ce qui amène à l’attribution de la première place à deux cavaliers : le français Dominique Maximien Gardères et son cheval Canela mesurant 1,59 m au garrot, et l’italien Giovanni Giorgio Trissino et son cheval Oreste mesurant 1,64 m au garrot. La troisième place est remportée par le belge Georges van der Poele qui franchit 1,70 m avec son cheval Ludlow.
| Médaille           | Nom                                  | Pays     | Cheval |
| ------------------ | ------------------------------------ | -------- | ------ |
| Médaille d'or      | Dominique Maximien Gardères          | France   | Canela |
| Médaille d'or      | ex aequo : Giovanni Giorgio Trissino | Italie   | Oreste |
| Médaille de bronze | Georges van der Poele                | Belgique | Ludlow |

#### Saut en longueur

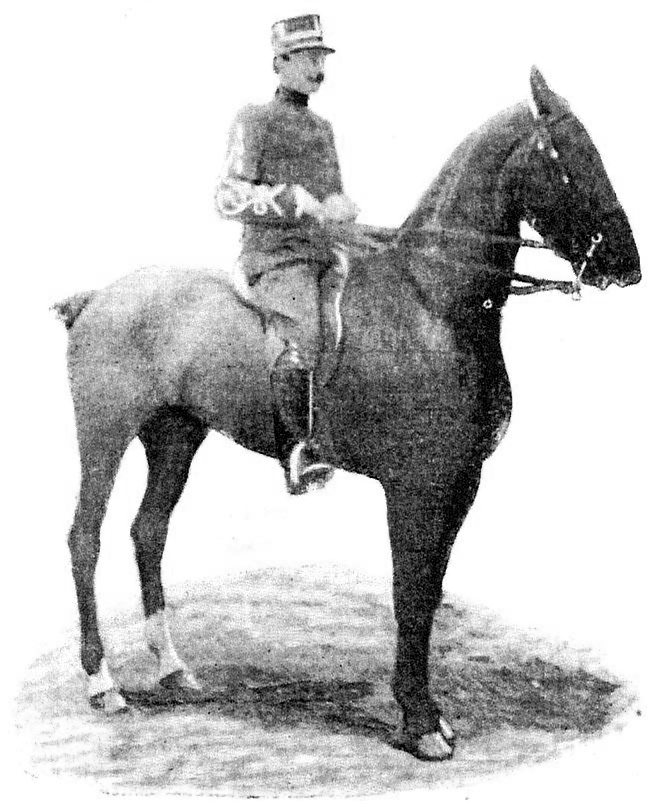
Constant van Langhendonck remporte l’épreuve de saut en longueur.

Le saut en longueur, appelé aussi saut en largeur, consiste à franchir une rivière sans toucher le ruban rouge déposé de l’autre côté de l’obstacle et à mesurer la longueur du saut.
L’engagement est de 40 francs par cheval. Les prix sont composés d’un objet d’art ou d’une somme d’argent équivalente : 4 000 francs pour le premier, 1 000 francs pour le second et 500 francs pour le troisième et le quatrième.
Sur les 17 concurrents inscrits, tous sont parvenus à franchir la rivière à 4,50 m mais plusieurs ont été éliminés dès 4,90 m. L’épreuve est remportée par le belge Constant van Langhendonck, officier de guides, qui, avec sa jument de 8 ans Extra Dry, parvient à franchir  6,10 m. Les chevaux classés suivants parviennent, eux, à franchir 5,70 m, 5,30 m et 4,90 m. Les résultats sont jugés modestes par la presse, mais s’expliquent par un terrain lourd ne favorisant pas la battue d’appel.
| Médaille           | Nom                       | Pays     | Cheval    |
| ------------------ | ------------------------- | -------- | --------- |
| Médaille d'or      | Constant van Langhendonck | Belgique | Extra Dry |
| Médaille d'argent  | Giovanni Giorgio Trissino | Italie   | Oreste    |
| Médaille de bronze | Jacques de Prunelé        | France   | Tolla     |

### Autres disciplines
D'autres disciplines non reconnues à l'origine par le CIO ont été finalement validées en 2021. Elles consistent en deux concours de modèles et allures, l'un pour cheval de selle et l'autre en attelage à quatre. Ces concours sont à l'époque très prisés et sérieusement dotés. Le concours consiste en un défilé de chevaux et de voitures soumis à la notation d'un jury. C'est l'occasion pour les propriétaires de défiler en grande tenue et de faire admirer leurs animaux, pour le plus grand plaisir des spectateurs.

#### Chevaux de Selle

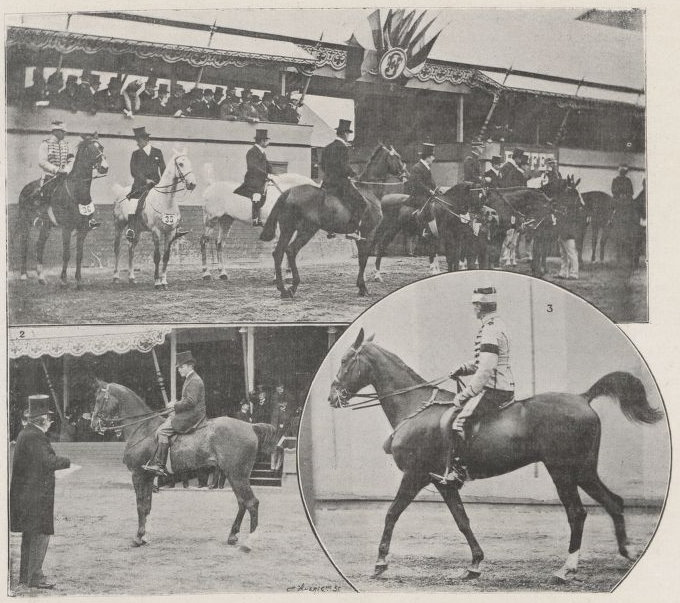
Photos illustrant le concours de chevaux de selle.

L’épreuve consiste en un jugement de modèle et allures des différents chevaux de selle présentés. Cette présentation permet d'admirer le style et la prestance des couples engagés.
L’engagement est de 40 francs par cheval. La dotation est composée d’un objet d’art ou d’une somme correspondante : 4 000 francs pour le premier prix, 3 000 francs pour le deuxième prix, 2 000 francs pour le troisième prix et 1 000 francs pour le quatrième prix.
Le jury décerne les quatre premiers prix a des chevaux au type bien différent : un hack de pur-sang, un demi-sang, un poney de promenade et un hunter. Le premier prix est remporté par The General, cheval alezan de pur-sang. Le second prix va à Ritournelle, une jument alezane. Le troisième prix est pour le poney gris du marquis Robert de Montesquiou-Fézensac et le quatrième pour la jument anglaise de type hunter du comte d’Havrincourt. Deux amazones, Mlle Elvira Guerra et Mlle Jane Moulin, participent également au concours. Dans un milieu très masculin, leur présence est très remarquée;
Jean Romain dans Le sport universel illustré juge très sévèrement les chevaux présents dans cette épreuve, peu de sujets ayant de valeur à ses yeux. Il regrette également le peu de concurrents étrangers et n’hésite pas à critiquer la communication faite par les organisateurs autour de l’événement dans les pays voisins.
| Classement | Nom                            | Pays   | Cheval      |
| ---------- | ------------------------------ | ------ | ----------- |
| 1          | Napoléon Murat                 | France | The General |
| 2          | Victor Archenoul               | France | Ritournelle |
| 3          | Robert de Montesquiou-Fézensac | France | Greg Leg    |

#### Attelage à quatre chevaux

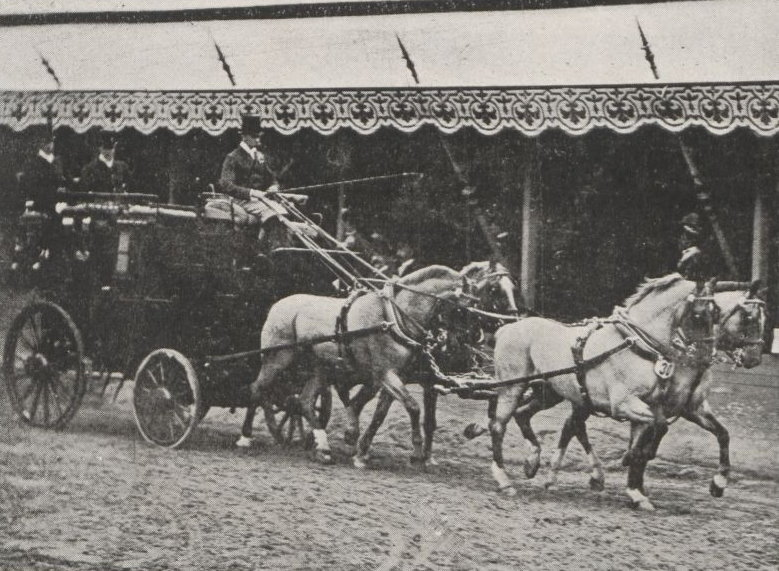
Attelage à quatre chevaux lors de la présentation.

Le concours consiste en une présentation de voitures attelées à quatre chevaux. Les propriétaires et meneurs sont en grande tenue et les voitures recouvertes des couleurs vives des équipages et aux rubans assortis.
L’engagement est de 100 francs par attelage. La dotation est composée d’un objet d’art ou d’une somme correspondante : 6 000 francs pour le premier prix, 3 000 francs pour le deuxième prix, 1 000 francs pour le troisième prix. Chaque attelage repart également avec un souvenir et une gratification. Des indemnités de transport pour les attelages venant de l’étranger sont également prévus.
La présence de 31 attelages lors d’un concours présente pour l’époque une prestation spectaculaire. La piste est d’ailleurs trop petite pour accueillir tous les attelages au même moment. L’ensemble des équipages est de très bon niveau et l’attribution des prix semble avoir été difficile à décider. Le spectacle est également gâché par la pluie qui vient interrompre la présentation.
| Classement | Attelage             | Pays     |
| ---------- | -------------------- | -------- |
| 1          | Georges Nagelmackers | Belgique |
| 2          | Léon Thome           | France   |
| 3          | Jean de Neuflize     | France   |

## Médailles
| Rang | Pays     | Médaille d'or | Médaille d'argent | Médaille de bronze | Total |
| 1    | Belgique | 3             | 1                 | 1                  | 5     |
| 2    | France   | 2             | 2                 | 4                  | 8     |
| 3    | Italie   | 1             | 1                 | 0                  | 2     |

## Bilan
Le bilan du concours s’avère globalement positif. Un manque de visiteurs est à constater mais celui-ci s’explique par le positionnement du site, assez éloigné des bords de Seine où ont lieu le gros des manifestations. Néanmoins dans son rapport officiel, Daniel Mérillon se réjouit de la présence du public élégant français et étranger venu assister aux différentes épreuves. La gestion de l’événement par la Société hippique française est également saluée avec une habile utilisation de la subvention de 50 000 francs attribuée ; les 30 000 francs de garantie n’ayant pas été utilisés.